# غيشا

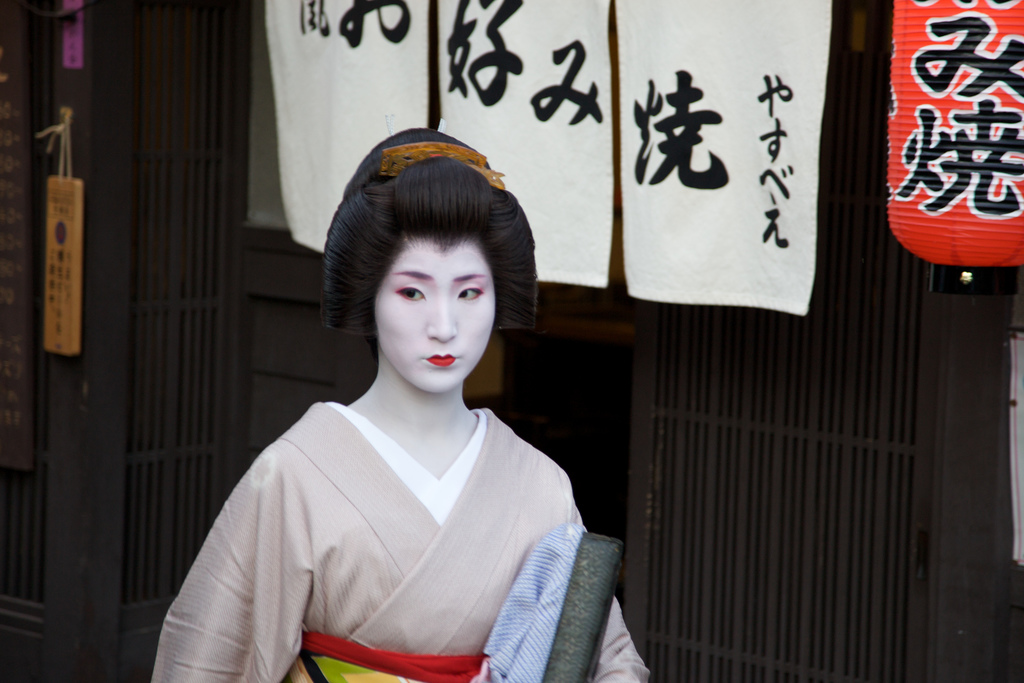

الجَيشا أو الغَيشا (芸 者؟)، غيكو (芸 子) أو جايجي (芸 妓) هن فنانات تقليديات في اليابان يمارسن دور مضيفات يمتلكن مهارات في الفنون المسرحية اليابانية المختلفة مثل الموسيقى الكلاسيكية والرقص والألعاب.

## المصطلحات
غايشا أو غييشا (/ˈɡeɪʃə/; باليابانية: [ɡeːʃa])‏،)
ككل الأسماء اليابانية ليس لديها جمع أو مفرد معين. الكلمة مؤلفة من مفردتين (芸 غي وتعني الفن)‏ و者 وشا التي تعني الإنسان والترجمة الحرفية لهذه الكلمة هي فنان أو مؤدي أو فنان مزدي. وللغييشا مسمى آخر وهو جيكو (芸子) والذي يرمز للغييشا من غرب اليابان خاصة كيوتو.
يطلق على الغييشا المتدربة اسم مايكو maiko (舞子 or 舞妓 أو الطفلة الراقصة أو هانقوكو hangyoku (半玉 نص جوهرة (بمعنى أنه يدفع لها نص ما يدفع للغييشا الكاملة).
أو بالاسم الجديد اوشاكا o-shaku (御酌) ومعناه الحرفي التي تصب الكحول. المكياج الأبيض والكيمونو المعبر والشعر المصفف على طريقة المايكو هي الصورة المأخوذة عن الغييشا، ليس على كل من تدخل مجتمع الغييشا أن تكون مايكو فبإمكانها أن تكون غييشا كاملة. بكل الأحوال يتضمن ذلك سنة تدريب كاملة قبل أن تصبح مايكو أو غييشا. وتعتبر المرأة في عمر الواحد والعشرين كبيرة لتكون مايكو ولكنها تصبح غييشا كاملة منذ بدايتها في مجتمع الغييشا. وبوجه عام هؤلاء اللاتي يمرون بمرحلة المايكو يتمتعن بحياة أكثر رفاهية لاحقاً.
فقط المايكو العصرية في كيوتو هي من تستطيع بدء التمارين الخاصة بها قبل سن الثامنة عشر. وبهذا المعدل فإن هانقوكو كايوتو (يبدأن في سن الثامنة عشر) أكبر من قريناتهن في كيوتو (حيث يبدأن بسن الخامسة عشر).
تاريخياً؛ يمكن للغييشا أن تبدأ بالتدريب في مراحل مبكرة من عمرها ربما حتى في سن الثالثة أو الخامسة. وتستمر المراحل المبكرة لسنوات ومنها مرحلتي شيكومي shikomi وتعني الخادمة وميناراي minarai (وتعني المشادة المتدربة والتي تعتبر فترات طويلة في الأزمنة المعاصرة.)
لا يزال يقال أن الغييشا تسكن منفصلة عن الحياة الفعلية وهو ما يسمى بـ [karyūkai] أو (الزهرة وعالم الصفصاف)، قبل أن يختفوا المحضيّات كانوا زهورا ملونة والغييشا هن الصفصاف بسبب رقتهن وقوتهن ووجمالهن.

## التاريخ

### الأصول

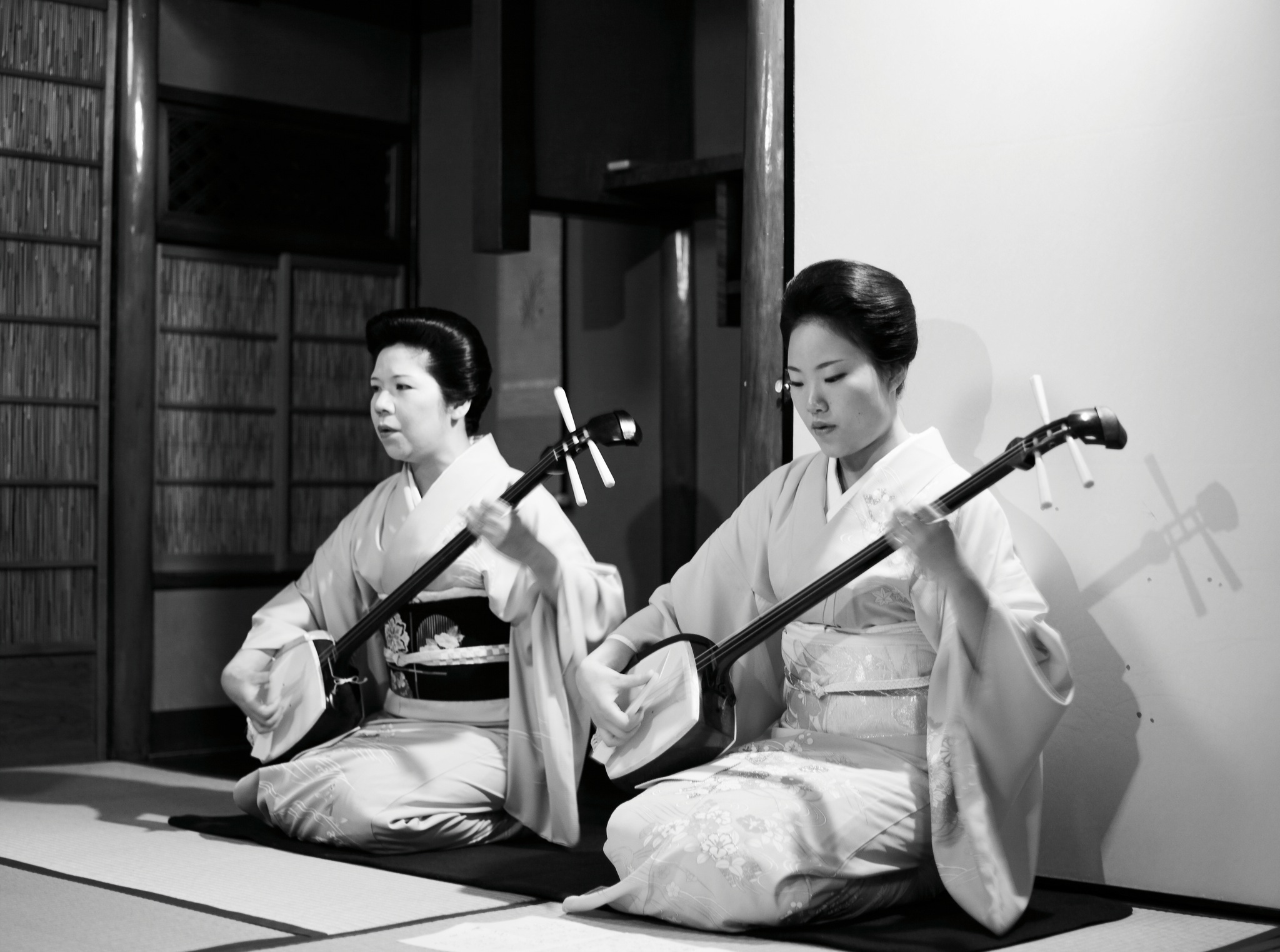
إثنتان من الغايشا تعزفان الموسيقى.

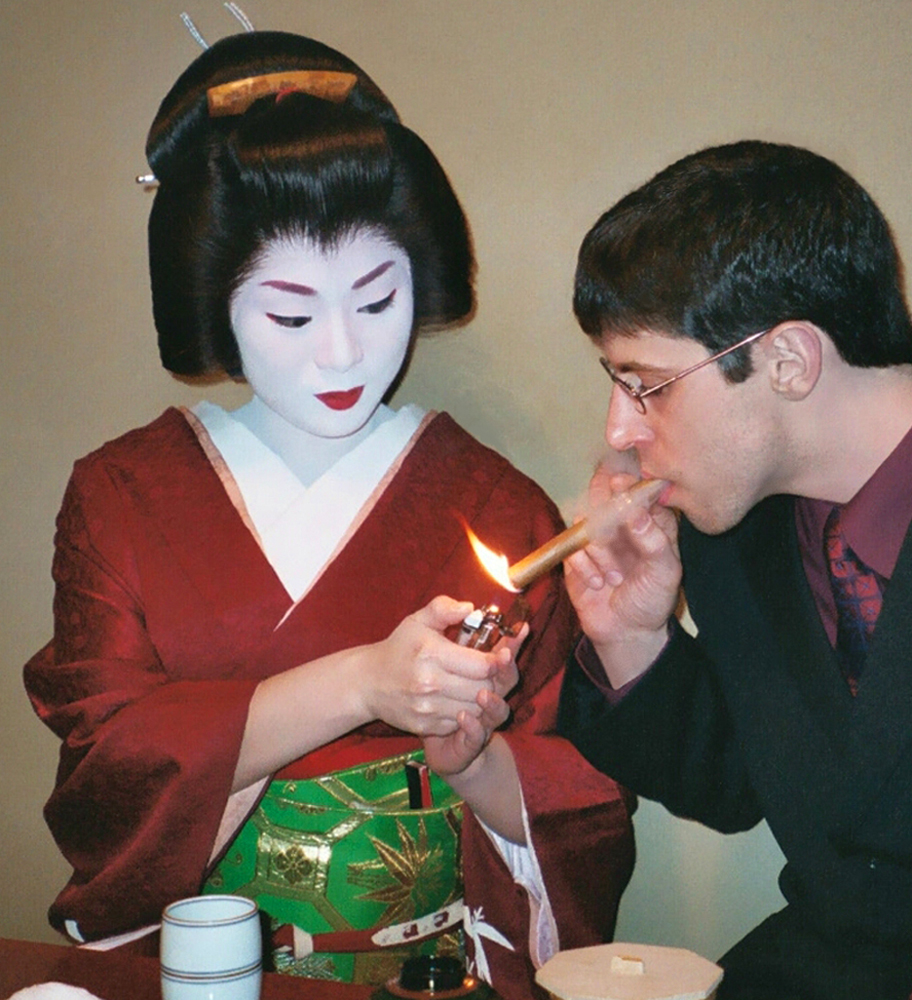
غايشا في كيوتو.

في المراحل المبكرة للتاريخ الياباني كان هناك فتيات للترفيه (saburuko: باليابانية وتعني فتيات الخدمة) معظم الفتيات كانوا من عائلات مشردة ومكافحة في أواخر 600 م. وقد قام بعض هؤلاء الفتيات ببيع أجسادهن مقابل الجنس. بينما البعض الآخر تلقين تعليماً أفضل كسبوا معيشتهم من خلال العمل في الترفيه في مناسبات اجتماعية للطبقات المخملية. بعدما نقل البلاط الإمبراطوري للعاصمة Heian-kyō (كيوتوKyoto) عام 794 بدأت الظروف التي تشكل الثقافة اليابانية المعروفة بالغييشا Japanes Geisha في الظهور وقد أصبحت مركزاً للنخبة المهووسة بالجمال. وازدهر أداء الفتيات البارعات مثل راقصات (شيرابيوشي Shirabyōshi).
احتضنت التقاليد اليابانية المتعة الجنسية (وهو ليس من محرمات الشنتو Shinto) والرجال غير ملزمين بالوفاء لزوجاتهم، واعتبرت الزوجة المثالية أم متواضعة ومديرة للبيت؛ وللحب في عرف الكونفوشيوسية Confusian أهمية ثانوية. أما للمتعة الجنسية والعلاقات الرومنسية يذهب الرجال إلى مساكن المتعة المعروفة بـ yūkaku (遊廓、遊郭 ياكاكو) والتي بنيت في القرن السادس عشر. وفي عام 1617 صمم shogunate شوقنتي مساكن للترفيه حيث تعتبر الدعارة ممارسة غير قانونية خارجها، وفي داخلها تعتبر Yujo (يوجو أو امرأة لعوب) مصنفة ومرخصة. وأعلى طبقة من اليوجو هن سلف الغييشا 'الراقصة' وتدعى بـ " أوران Oiran "، وهي مزيج ما بين ممثلة وعاهرة. حيث تمثل في مسارح مصممة في مجرى نهر كامو الجاف في كيوتو ويؤدين رقصات مثيرة. ويطلق على هذا الفن الجديد كابوكو kabuku: والذي يعني " لأكون متوحشة وفاحشة ". وكانت تسمى الرقصات كابوكي "kabuki ومن هنا بدأ المسرح الكابوكي.

### القرن الثامن عشر ونشأة الغييشا
أصبحت هذه الفرق مراكز ترفيه جذابة بشكل سريع توفر أشياء كثيرة غير الجنس. كان يتوفر للجمهور أكثر أنواع الترفيه سعادة من بائعات الهوى، كالرقص والغناء ولعب الموسيقى وبعضها معروف بالشعر والزخرفة. أصبحوا بعد ذلك تدريجيا متخصصين وأصحاب مهنة في الترفيه. ظهرت فرق الغييشا تقريبا لأول مرة في بداية القرن الثامن عشر. وكان أوائل أعضاء الفرقة من الرجال فقط لكن الحاضرين كانو يبحثون عن الترفيه ويتطلعون إلى بائعات الهوى الأكثر شهرة.
كانت فتيات الغييشا اللواتي يتقدمن للرقص هن مراهقات أدوريكو odoriko.: وكانوا مدربات على الرقص بشكل جيد وجلب الأموال بدرجة احترافية. اشتهرن في عام 1680 بالرقص في بيوت الأغنياء من الساموراي. في بداية القرن الثامن عشر تحول معظمهن للبغاء خاصة أولئك اللاتي تعدين مرحلة المراهقة (وقد لاتتناسب موضتهن مع الرقص أدوريكو)) واتخذن أسماء أخرى مثل (غييشا)، بعد ما كان فتى الترفيه. أول امرأة أطلقت على نفسها لقب غييشا كانت بائعة هوى في فوكاجاوا Fukagawa "في عام 1750. كانت كيوكي مغنية رائعة وعازفة آلة موسيقية ناجحة وأدت إلى اشتهار فتيات الغييشا في مدينة فوكاجاوا في عام 1750. بينما أصبحن أكثر اشتهارا خلال الأعوام 1760 و1770 عملت العديدات منهن في مجال الترفيه (وليس كبائعات هوى) وفي نفس المهنة لرجال الغييشا.

### نهوض الغييشا (Geisha)

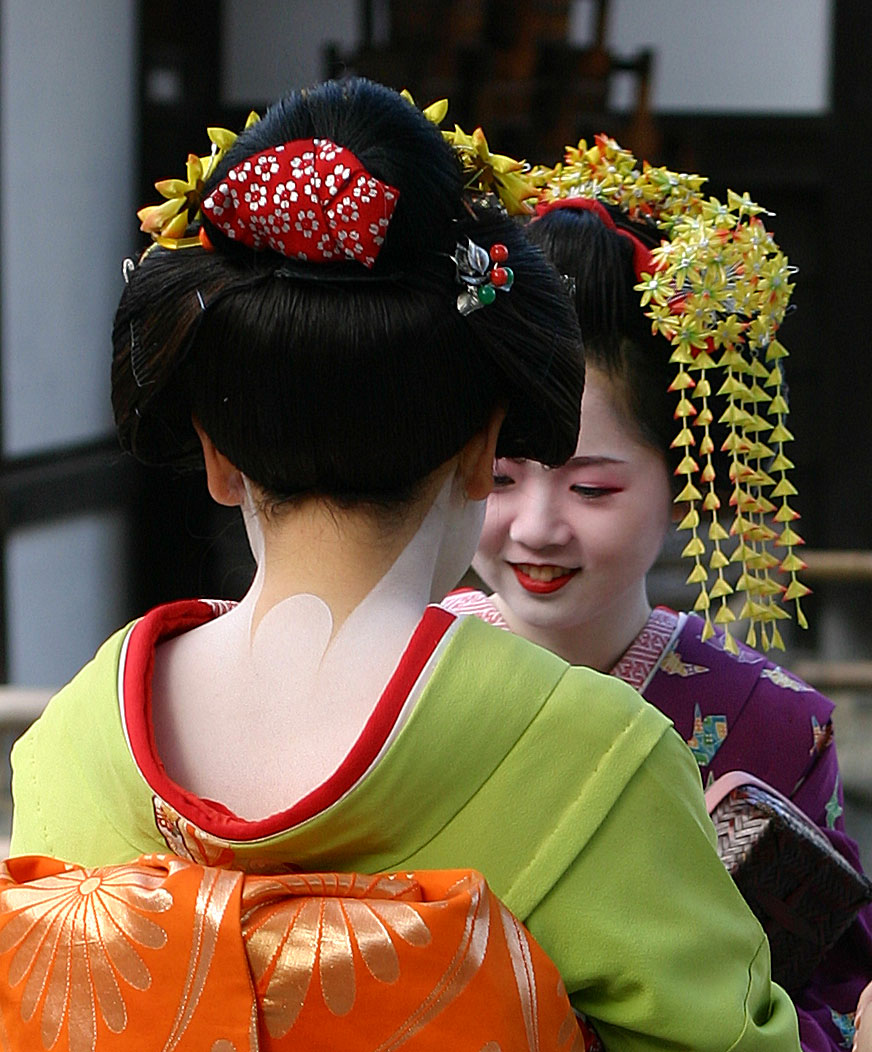
فتاتان من الغييشا

الغييشا (Geisha) اللاتي عملن في مجال الترفيه وكانوا ممتنعات بشدة وبشكل أساسي عن بيع أجسادهن للهوى ليحموا سمعة مهنة أويران (Oiran) [هن نساء مصنفات من المومسات، رغم أن عملهن مقتصر على الترفيه فقط]. بينما كان مرخصا للمومسات تلبية شهوات الرجال، ونالت ماتشي غييشا (Machi Geisha) مكانة استثنائية كفنانة وكصحبة مثقفة.
وبحلول القرن التاسع عشر لا زال معروفا أن الغييشا (Geisha) هي مهنة مقتصرة على الإناث. (بالرغم من استمرار عمل بعض الذكور كغييشا (Geisha) حتى هذه الأيام). حديثا أخذت صيحة الأويران (Oiran) تسقط وأصبحوا أقل شعبية في الأناقة من الغييشا (Geisha) العصريين. وفي ثلاثينات القرن التاسع عشر قامت بعض سيدات المجتمع الأنيقات بمحاكاة نمط أسلوب أزياء غييشا الحديثة.
هناك عدة تصنيفات ورتبات للغييشا (Geisha)؛ بعضهن يقدمن على ممارسة الجنس مع زبائنهن الرجال في حين تعمل الأخريات في تسلية زبائنهن في أسلوب دقيق وصارم. كان البغاء مشرعًا حتى بداية القرن العشرين لذلك كان يُمارس في كثير من الأوساط في أنحاء اليابان. وبسبب الحرب العالمية الثانية شهدت فنون الغييشا (Geisha Arts) هبوطاً كبيرًا لاضطرار النسوة إلى العمل في المصانع وأماكن أخرى لنهضة اليابان. اسم الغييشا (Geisha) فقد مكانته خلال هذا الوقت بسبب أن المومسات بدأن بالإشارة إلى أنفسهن بفتيات الغييشا (Geisha Girls) لرجال العسكرية الأمريكية.
في عام 1944 م أُغلقت جميع بيوت الشاي وبيوت وحانات الغيشا عنوة وأصبح على العاملين بها العمل في المصانع. وبعد عام تم السماح لهم بإعادة فتح البيوت من جديد والقليل من فتيات الغيشا عادوا لمناطق الغييشا وهنّ رافضات للثقافة الغربية ويفضلن الطرق التقليدية في التسلية والعيش«حيث تشكلت صورة الغييشا أثناء الفترة الانقطاعية لليابان، وهذه الصورة التي يجب أن يُحافظ عليها الآن من أجل بقاء الغيشا». كان الأمر متروكًا للعائدات من الغيشا لإعادة معايير المهنة التقليدية، وذلك زاد من حقوقهن كفتيات الغيشا.
في فترة ما قبل الحرب العالمية الثانية كانت الغييشا تمارس الجنس بالإكراه ويتاجر بعذريتها بعد ما خسرت اليابان الحرب، تفرقت الغييشا وأصبحت المهنة في حالة من الفوضى. بعد الحرب العالمية الثانية أثناء طفرة اليابان الاقتصادية تم إعادة تنظيم المهنة خلال فترة الاحتلال وبدأت بالازدهار من جديد، فتغير عالم الغييشا في اليابان الحديثة فأصبحت الفتيات لا يبعن للخدمة ولايجبرن على إقامة العلاقات الجنسية. في الوقت الحاضر حياة الغييشا الجنسية تُعد أمر خاص بها. Liza Dalby, Do They or Don't They ليزا دالبي «هل يفعلن أو لا يفعلن»}}
قبل الحرب كان يتم المزايدة على عذرية الميكاو"Maiko" في مزاد تقليدي. وهذا تم حظره في عام1959، ولكنه أصبح مقبولا نسبيا في التسعينات. وفي حدود ضيقة جدا في 2001.
قانون التعليم الإلزامي الذي فُرض في الستينات جعل من التلمذة التقليدية للغييشا أمرًا صعبًا مما أدى إلى انخفاض إقبال الفتيات على هذه المهنة. وفي نفس الوقت نمو الصناعة في اليابان خلق العديد من فرص العمل للنساء مما أدى إلى انخفاض الإقبال على مهنة الغييشا.
مينيكو لواساكي قالت (Mineko Iwasaki)في كتابها (غييشا، حياة) Giesha، a life :«عشت فترة الستينات والسبعينات في كاريوكي، وهو الوقت الذي كانت فيه اليابان تمر بتحولٍ جذري من النظام الإقطاعي إلى المجتمع الحديث.ولكنني عشت في عالم مختلف، مهمته وهويته هو الحفاظ وتكريم التقاليد العريقة.»

## التصنيف
في قمة الهرم لنظام تصنيف الغيشا المعقَّد هناك كبيرة أرامل كيوتو، كيوتو القوكاقاي (gokagai) هو تصنيف الغييشا الخامس، والمعروف أيضاً باسم هاناماشي (hanamachi) أو زهرة المدينة غيون كوبو (Gion Kōbu). بونتشو (Pontochō) وكاماشيشكن (Kamishichiken) كانا هم الأعلى مرتبة وذوا كلفة عالية يترددّ عليهم واسعي النفوذ من رجال الأعمال والسياسيين غيون كوبو (Gion Kōbu) كان يُنظر لها أحياناً على أنها الأعلى مرتبة. جايكوز (Geikos) من الإثنين الأُخريين في هانامشي (hanamachi) (غيون هيغاشي (Gion Higashi) ومياغاوا شو (Miyagawa-cho) لها احترام عالي لكنَّها تُصنف على أنَّها الأقل مرتبة.
في نهاية المقياس هنالك فتيات الغييشا للينابيع الحارة، هذه الغييشا تعمل في المنتجعات الصحية وينظر لها من قبل اليابانيين على أنها عاهرٌ تقليدية فعملها يكون من تقديم وجبات الطعام المعتادة إلى قليل من الرعاية الحصرية وهي أقل تكلفة بكثير. إذا قُمن بإستكمال دخلهن الاعتيادي عبر ممارسة الجنس سوف يبقين مميزات عن العاهرات التقليديات مثل كل الغوشا. في واقع الأمر هن تدربن على الفنون اليابانية من الرقص والموسيقى. وحتى مع ذلك فإن هانماشي غوشا (hanamachi) قد يصبن بالذهول لو تم تصنيفهن مع فتيات الغييشا للينابيع الحارة.

## مراحل التدريب

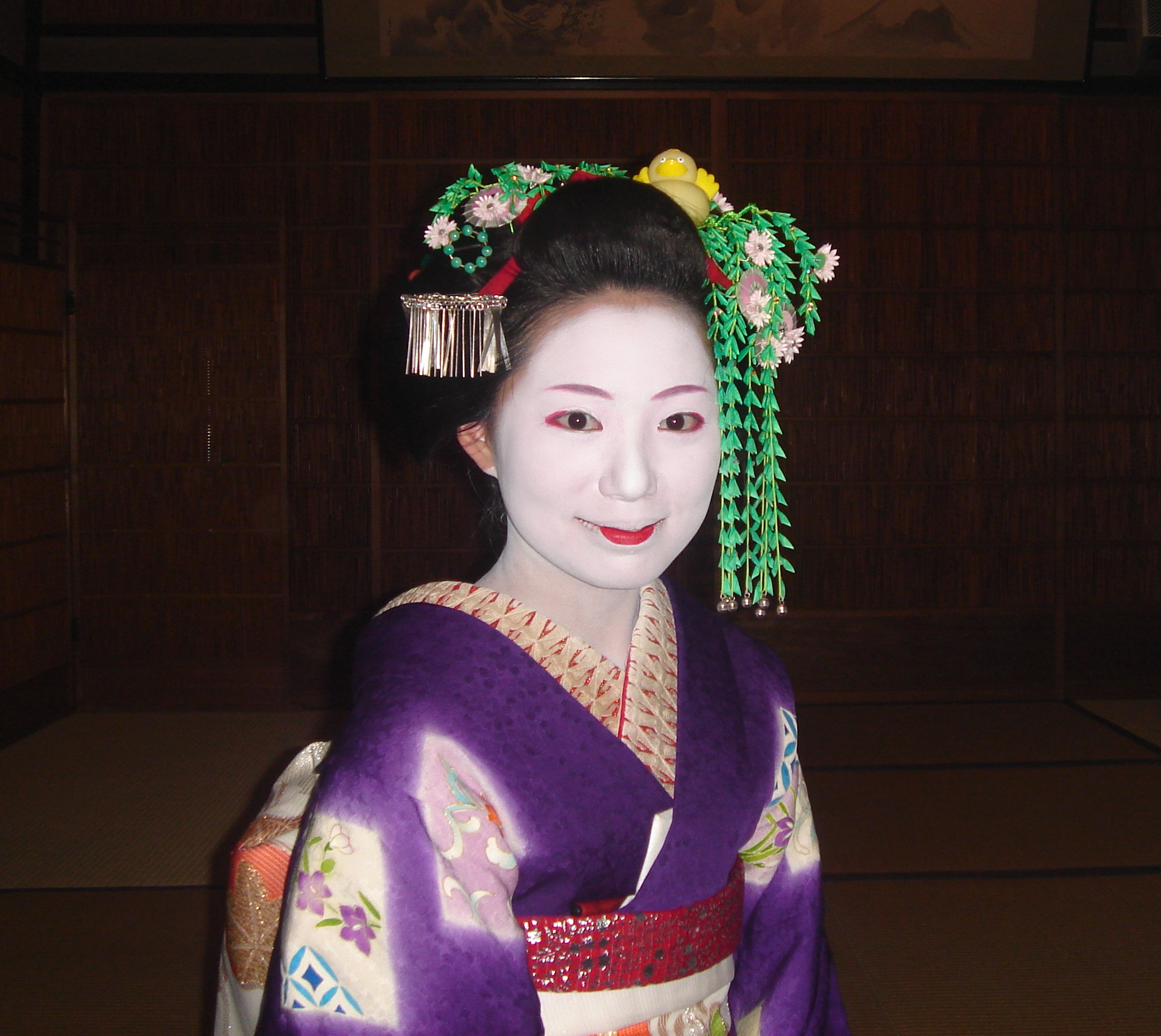
مايكو من الغايشا مرتدية زينة الرأس.

في بداية القرن السابع عشر، بدأت نساء الغايشا يتجمعن في منازل خاصة (أوكييا)، كانت تشرف عليهن سيدة متقدمة في السن تقوم بدور الحماية أيضا. كان هذا المجتمع نسائيا خالصا، ويسود فيه نظام طبقي متشدد، يتم تطبق قواعد صارمة على النساء عند دخولهن هذا العالم. تقليدياً تبدأ الغييشا تدريبها في سنٍ مبكرة جداً وبعض الفتيات كنانوا مرتبطات ببيوت الغييشا أوكيا (okiya) في طفولتهن. ويشار إلى هؤلاء الفتيات بلقب هانجوكو hangyoku وكانوا يبلغن تسع سنوات فهذه ليست ممارسة شائعة في المناطق ذات السمعة الحسنة واختفت في عام 1950 مع قرار حظر عمالة الأطفال. وكانت بنات الغييشا يتربين ليصبحن فيما بعد غييشا وعادةً تكون خلفاً (اتاتوري atotori، وتعني «الوريث» أو «وريثة») أو بدور ابنة (مزامي بن musume-bun) وتذهب إلى أوكيا okiya.
مايكو (maiko) هو لقب يطلق على الفتاة المتدربة والتي ترتبط بعقد مع أوكيا (okiya). حيث تقوم أوكيا (okiya) بتقديم الطعام لها والمكان والملابس الخاصة وأدوات أخرى تناسب مهنة هذه الراقصة اليابانية. ويعتبر تدريب الراقصة اليابانية مكلف للغاية ويجب عليها تسديد تكاليف تدريبها إلى أوكيا (okiya) مع الأرباح التي تكتسبها. وقد يستمر ذلك حتى بعد أن تصبح غييشا وتسدد كامل ديونها وتصبح مستعدةً للعيش والعمل بشكل مستقل.
وتبدأ مايكو (maiko) تدريبها الرسمي على العمل عن طريق ميناراي (minarai) والتي تعني " التعلم من خلال المشاهدة ". ولكن قبل أن تفعل هذا عليها أن تجد ون سان (onee-san) أي: (" أختا أكبر سنا " وهي راقصة غييشا أقدم تقدم النصيحة لها). ومسؤولية ون سان (onee-san) تكمن في جلبها إلى أوزاشيكي (ozashiki) وهي (お座敷 مأدبة في بناية يابانية تقيلدية مع الحصيرة اليابانية) لتجلس وتلاحظها في العمل كأخت كبرى وبهذه الطريقة ستتعلم العمل وكسب الزبائن. وعلى الرغم من أن ميناراي (minarai) تحضر إلى أوزاشيكي (ozashiki) إلا أنهن لا يشاركن الرقص في المستويات المتقدمة. وتعتبر ثيابهن أو ما يعرف بالكيمونو (kimono) أكثر إتقانا من الجيكو (geiko) وهي أكثر تعبيرا بالنسبة لهن. ويمكن استئجار ميناراي (minarai) للحفلات ولا تتم دعوتهن (رغم أنه مرحب بهن) لحفلات ألون سان (onee-san). وفتاة الغييشا تتقاضى ثلث الأجر العادي وفتاة الـميناراي (minarai) تعمل بشكل خاص في إحدى البيوت (ميناراي جايا (minarai-jaya) وتتعلم من أوكا سان (okaa san) والتي تعني " أم " وهي مالكة البيت " ومنها يتعلمن فنون وتقنيات المحادثة والألعاب والتي لن تدرس لهن في المدارس وتدوم هذه المرحلة قرابة الشهر.
بعد فترة قصيرة تبدأ المرحلة النهائية من التدريب وتسمى الطالبة فيها مايكو "maiko" ومايكو تعني «الراقصة» وتعتبر بمثابة متدربة أو تلميذة عند فتاة الغييشا. وقد تمتد هذه المرحلة لسنوات حيث تتعلم فتاة المايكو الراقصة من فتاة الغييشا الأعلى رتبة منها والتي تشرف عليها. ونجد فتاة المايكو تتبع فتاة الغيشا لكل ارتباطاتها ومواعيد عملها. والعلاقة بين الأونيي سان onee-san «الأخت الكبرى» والإيموتو سان imouto-san «الأخت الصغرى» مهمة للغاية حيث تعلم الأونيي سان فتاة المايكو المتدربة عندها كل مايتعلق بشؤون الخان «مكان عمل الغييشا» وتعلمها الطريقة السليمة في تقديم الشاي والعزف على آلة الشامزين والرقص وإجراء المحادثات وغيره. والأونيي- سان «الأخت الكبرى» لها الحق في اختيار اسم فتاة المايكو المتدربة عندها باستخدام لغة خاصة تستعين فيها بالحروف الصينية في الكتابة اليابانية أو بستخدام رموز لها علاقة باسمها.
هُناك ثلاثة عناصر رئيسية عند تدريب فتياة المايكو «الراقصة» الأول: هو التدريب على الفنون الشكلية المنهجية في مدارس خاصة للغييشا توجد في كل خان. والثاني: هو عنصر الترفيه في التدريب حيث تتعلم فتاة المايكو عن طريق مراقبة الأون سان «أختها الكبرى» في حفلات الشاي. والثالث: هو التدريب هلى المهارات الاجتماعية وخوض عباب بحر العلاقات الاجتماعية في الخان وهذا يتم في الطرقات وعلى الأرصفة. إن التحية الرسمية والهدية والزيارات الاجتماعية هي مفاتيح النسق الاجتماعي في اليابان، وبالنسبة لفتاة المايكو هذه المفاتيح تهمها لبناء ودعم الشبكة الاجتماعية التي تحتاجها لتنجح كفتاة غييشا.
تعتبر فتيات المايكو- واللاتي يختلفن عن فتيات الغييشا المحترفات - إحدى المناظر السياحية اليابانية واللاتي يعتبرن -بلا منازع- رمزا للأنوثة في الثقافة اليابانية. ترتدي فتيات المايكو ثيابا ذات ياقات قرمزية مكسوة بالريش - كيمونو (kimomo) - والتي تتدلى على رقابهن من الخلف لجذب الانتباه لهذه المنطقة التي تعد منطقة مثيرة للشهوة الجنسية في الثقافة اليابانية. تتبرج الفتيات بمساحيق شديدة البياض والتي تمتد على كامل الوجه والرقبة مع ترك مساحة خالية خلف الرقبة والتي تكون على شكل ثلاثة خطوط مستقيمة. ترتدي هؤلاء الفتيات ثياباً زاهية الألوان مع شرائط obi)) تمتد إلى الكاحل وأحذية خشبية -والتي تُسمى أوكبو (okoboo)- بارتفاع 10 سينيمترات مع المشي بخطوات متقاربة.
يمكن أن تغير فتيات المايكو تصفيفة شعرها بخمس طرق، غالبا تقضي فتيات المايكو عدة ساعات أسبوعيا لتصفيف شعورهن باستخدام حلي الزينة كانزاشي (kanzashi) والشرائط. يتم تصفيف الشعر باستخدام شرائط لشد الشعر للخلف لخلق مساحة مستوية لوضع التاج. لذلك تنام فتيات المايكو على وسائد خاصة للمحافظة على تسريحة الشعر. يستخدم هذا الأسلوب في تصفيف الشعر في احتفال فقد البكارة أو ما يعرف بالميزاج (mizuage) بإتباع أسلوب احتفال العذراء وارشينو (wareshinobu). وتسمى هذه التسريحة بالنايوقمي (nihogami) والتي تعتبر أنثوية بامتياز. بعد مرور خمس سنوات من العمل كفتاة مايكو أو هانغ يكو يتم الاحتفال بهن كفيتات غييشا في احتفال يدعى إيريكاي (erikae) والذي يعني تحول الياقة. في هذه المرحلة تستطيع فتيات الغييشا التحكم في حياتهن حتى يحين وقت التقاعد، ترتبط الفتيات بعد هذه المراحل التعليمية الطويلة بالسيدة التي تشرف عليهن، وبالبيت الذي تربين فيه. عندما يصبحن متقدمات في السن يتزوجن أو يقمن بإدارة بيوتات غيشا جديدة، ويقمن برعاية المنتسبات الجديدات.

## الهيمنة الأنثوية في مجتمع الغييشا
«إن أكبر صناعة في اليابان ليست بناء السفن ولا إنتاج اللؤلؤ الصناعي ولا تصنيع أجهزة الراديو ولا حتى الكاميرات بل هي صناعة الترفية» دي بوي منت (Boye De Mente) البعض يفضل الغييشا.
إن مصطلح الغييشا تتم ترجمته حرفيا إلى «الترفيه». بعض بنات الهوى يدعين بأنهن من الغييشا ولكن لا صحة لذلك. إن الجنس والحب أمر مفصول تماما عن الحياة المهنية لفتاة الغيشا. ويمكن لفتيات الغيشا أن يدخلن قلوب الذكور بالموسيقى والرقص والملاطفة.
«الراقصة اليابانية ليست مظهر من مظاهر الخضوع والانقياد ولكنهن نساء ناجحات ماديا وعاطفيا ويتسمن بالقوة فهن أقوى نساء اليابان الغارقات بالتقاليد» إوا ساكي منكيو (Iwasaki Mineko)، الحياة
الغييشا يتعلمن مهارات الرقص التقليدي وأداوته ويحظين بمكانة اجتماعية رفيعة. بالرغم من إتخاذهن عشاقاً أو أصدقاءً قاموا باختيارها وأغدقوا عليها الأموال. «لا يوجد نظير لظاهرة فتيات الغيشا في عالم الغرب، إنه أكثر الفنون اليابانية أصالة» كينث تشامبيون (Kenneth Champeon)، العالم العائم

### العلاقة مع الضيوف الذكور
إن ذلك الإغراء الشامخ الذي تبديه فتاة الغيشا لضيفها الذكر يعد نموذجاً تاريخياً يختلف عن ظاهرة الزوجة. فتاة الغييشا المثالية تعرض مهاراتها بينما الزوجة المثالية خجولة. لذلك تبدو فتاة الغيشا المثالية مبتهجة بينما الزوجة المثالية حزينة ومسؤولة. في بعض الأحيان تقوم فتيات الغيشا بالزواج من عملائهن حيث لابد أن يتقاعدن ولا يمكن أن توجد غييشا متزوجة.
تلاطف الغييشا ضيوفها ولكن بحذر ويبقى الأمر معتمداً عليه ومع سنوات التدريب يتعلمن على التكيف مع المواقف المختلفة وكذلك أنواع الشخصيات المختلفة وإتقان فن الضيافة.

### نسوية المجتمع
الغييشا من أكثر النساء نجاحاً في مجال الأعمال بالمجتمع الياباني. في مجتمع الغيشا المرأة تدير كل شيء وبدون هذه المهارات المتقنة التي تسخر في بيوت الشاي فإن مصير الغيشا إلى زوال. إن أصحاب هذه البيوت التي تخدم الغييشا ضروري جدا لإيجاد مرونه داخل المجتمع. نادراً ما ترى الرجال يتخذون بعض المواضع بالصدفة مثل تصفيف الشعر صانعي الأثواب والمحاسبين ولكن رغم ذلك يبقى دور الرجال محدودا في مجتمع الغييشا.
إن نظام الغييشا تأسس من أجل تعزيز الاستقلالية والاكتفاء الذاتي للمرأة. وكانت تعلن المرأة عن ذلك علنا وكان إنجازاً يحتفى به لروعته في المجتمع الياباني الذي كان يضع قيودا تحد من استقلالية المرأة.
منكيو أواساكي (Mineko Iwasaki) (فتاة الغييشا الأكثر نجاحا على مر العصور) في مقابلة، بوسطن فينيكس 
كانت الغالبية العظمى من النساء متزوجات من أشخاص لا يعملون خارج نطاق واجباتهم العائلية. التحول إلى الغييشا كان وسيلة تدعم من خلالها المرأة نفسها دون الحاجة لأن تكون زوجة. إن نساء الغييشا يعشن في مجتمع نسائي بامتياز، أما المرأة المهيمنة فهي التي تقوم بإدارة الأمور في بيت الغييشا وتقوم باستمالة الأخرى ات ليصبحن من الغيشا. كذلك تعد الأمور المالية من الأشياء التي يجب عليها أن تديرها أما الرجال فيلعبون دور الضيوف في مجتمع الغييشا ويحدث العكس أحياناً.
تاريخياً؛ كانت النساء باليابان ينظرون للغييشا على أنهن نساء مستغلات ولكن بعض الغييشا يعتبرون أنفسهن نساء متحررات.«لقد تميزنا بحياتنا دون الحاجة إلى تحمل المسؤوليات الأسرية، أليست هذه هي الحركة النسوية ؟»  هؤلاء النساء يتركون أهاليهن في سن مبكرة لينضممن إلى هذا الفن. البعض يؤمن بأنه مادام الرجل قادراً على صنع حياته المستقلة والتحكم بها بشكل جيد فلما لا يمكن ذلك للمرأة ؟ «. لقد أصبحوا ماهرات في استخدام سحرهن الحريري لجعل الرجال يلتفون حول أصابعهن وأصبح بإمكانهن التلاعب بهم للدرجة التي يصدقون فيها أنهن الوحيدات القادرات على صنع أفكار رائعة». ليس كل الغييشا مع الحركات النسوية وهنالك قلق واضح من إمكانية أن يعيق هذا التقليد تقدم المرأة اليابانية.

### مفاهيم خاطئة
اعتبر عمل الغيشا محورا للجدل منذ القرن الثامن عشر (ال18 م)، حيث قرن البعض اسم نساء الغيشا بعمل "المومسات"، خصوصا في الأوساط الغربية، وحتى في بعض الأوساط اليابانية، هناك الكثير من المفاهيم الخاطئة حول ماهية فتاة الغييشا بسبب ماضي الحرفيين والبغايا وأماكن المتعة في اليابان. إن عالم الغييشا و" عالم الزهرة والصفصاف " هي مجتمعات منفصلة جداً ويكتنفها الغموض. الأساطير التي تم إنشاؤها من قبل الغرباء عن البيئة ونمط الحياة في عالم الغييشا مما أدى إلى ازدهار هذه الأساطير في الغالبية العظمى، ولأنها عوالم خاصة جدا فإن معظم الناس لا تتحدث بارتياح عن ذلك ".
كان البغاء قانوني في اليابان حتى عام 1958، وهو سبب آخر في المعلومات الخاطئة بأن فتيات الغييشا لا يقدمن الجنس للعملاء. وأصبح هناك خلط خاصة بأن العديد من المومسات المحترفات واللواتي اهتممن بجنود الاحتلال بعد الحرب العالمية الثانية أطلقن على أنفسهن «غييشا»، وفي الوقت الذي كانت قليل من الغييشا الحقيقيات قادرات على العمل وشوه العديد من فتيات الغيشا المزيفات معنى الكلمة في عيون الكثير من الأجانب.

### مجتمع منبوذ
بسبب الجدل القائم حول طبيعة عمل الغيشا، تم إقصاءهن ووضعن في أحياء معزولة، على غرار حي يوشيوارا في إيدو (طوكيو اليوم)، والذي يقع في قلب المدينة القديمة، وعلى ضفاف نهر سوميدا. يحتضن هذا العالم العائم (مصطلح ياباني يطلق على العالم الدنيوي، راجع: أوكييو-إه)، النشاطات الليلية (الحانات، المسارح، بيوتات الشاي، المطاعم، بيوتات الغيشا)، سحرت الأضواء البراقة والغموض الذي يحيط بهذه الأماكن، العديد من الرسامين (مدرسة أوكييو-إه)، والكتاب، والشعراء.

## الغييشا (geisha) الحديثة
رغم المنافسة الحادة التي تلقاها من قبل النساء المضيفات في الحانات (البارات)، استطاعت المهنة الصمود إلى أيامنا هذه -في نطاق ضيق جدا-. ما زالت الغييشا geisha)) الحديثة حية في بيوت الغييشا geisha)) التقليدية المسماة بالأوكيا okiya)) في مناطق الهاناماشي (hanamachi) – «بلدات الزهور»花街 – خصوصا في أوقات التدريب. جميع من جربوا الغييشا في الأساس ناجحات كفاية للعيش باستقلالية، وعالم الثقافات العليا التي تنتمي له الغييشا يسمى الكاريوكي (karyūkai) («الزهرة وعالم الصفصاف»花柳界).
قبيل القرن العشرين يبدأ تدريب الفتاة للغييشا عند بلوغها الرابعة، أما الآن فعادة ما تبقى الفتيات في المدرسة حتى سن المراهقة وبعد ذلك يعطى الخيار لهن لبدء التدريب للغييشا. تبدأ بعض الفتيات الآن تدريبهن للغييشا بعد الانتهاء من المرحلة المتوسطة أو الثانوية أو حتى مرحلة الجامعة، فالكثير من الفتيات يبدأن أعمالهن في مرحلة البلوغ. لم يعد الآباء يحضرون بناتهم إلى بيوت الغيشا كما كانوا يفعلون في السابق. تحافظ بعض العائلات في المدن الكبرى (على غرار كيوتو) على التقاليد القديمة، وتقوم بإرسال بناتها لتعلم هذه المهنة. تخضع النسوة من أوساط اجتماعية أخرى إلى عملية تدريب قاسية وطويلة، وغالبا ما ينخرطن في المهنة في سن متقدمة. ولم تعد نساء الغيشا تقوم بواجب الميزوآغي اليوم.
ما زالت الغييشا تدرس على الآلات التقليدية: الشاميسين (shamisen) والكاكوهاشي (shakuhachi) والطبل التقليدي إضافة إلى الألعاب والأغاني التقليدية والخط  والرقصات اليابانية التقليدية (على طراز النيهوبويو nihonbuyō) ومراسم الشاي والأدب والشعر. تبدأ الراقِصات برسم فنهم من البوتو (butō) – رقصة يابانية كلاسيكية- حيث يتم تدريبهن في مدارس الهاناياغي (Hanayagi) ويتم اختيار أفضلهن للأداء الدولي. فقد صممت إيشينوهي ساشيكو (Ichinohe Sachiko) أداء العديد من الرقصات الشعبية في محكمة هيان (Heian) للأزياء بسبب الأداء البطيء والرسمي المحتوي على الحركات الأنيقة من العصر الكلاسيكي للتراث الياباني الذي دربت فيه الغييشا.
عند مشاهدة الغييشا (geisha) وبمساعدة من مالك بيت الغييشا تصبح المتدربات خبيرات في التعامل مع الرواد وخبيرات أيضا في العادات الصعبة التي تكمن وراء اختيار ولبس الكيمونو (kimono) – رداء من الحرير بطول طابق مطرز بتصاميم معقدة ويربط من جهة الخصر بحزام يدعى الأوبي (obi).
في الوقت الحالي تعد الكيوتو (Kyoto) من قبل الكثيرين على أنها أقوى عادات الغييشا بما فيه الغيون كوبو (Gion Kobu). تسمى الغيشا في تلك المناطق بالغيكو (geiko) وهاناماشي طوكيو (hanamachi of Tokyo) وأساكوسا (Asakusa) وكاغورازاكا Kagurazaka)) في اليابان الحديثة وتندر رؤية الغييشا geisha)) والمايكو (maiko) في خارج هاناماشي (hanamachi)، ففي عشرينيات القرن العشرين كان هناك أكثر من 80.000 غييشا في اليابان. أما اليوم فعدد الغييشا يتراوح بين 1000 إلى 2000 يقطن الكثير منهم في بلدة أتامي (Atami) السياحية، حيث يوجد أغلب السياح القادرين على الدفع للبس زي المايكو (maiko). الخمول الاقتصادي وتدني الاهتمام بالفنون التقليدية كالطبيعة الاستثنائية للزهور وعالم الصفصاف إضافة إلى ذلك كلفة التمتع بالغييشا أدت جميعها إلى انخفاض الاهتمام بهذه العادة.
غالباً ما يتم استئجار المضيفات اليابانيات «غييشا» ليقمن بالخدمة في التجمعات والحفلات الخاصة. وجرت العادة أن يتواجدن في المقاهي أو ما يسمى بـ «أوتشايا» (ochaya (お茶屋) بيوت الشاي أو في مطعم تقليدي ياباني «(ryōtei)ريوتي». وتحسب قيمة وقت المضيفات بعدد عيدان البخور المستهلكة وتسمى رسوم عصي البخور «سينكوداي senkōdai (線香代,» أو رسوم الجوهرة «جيوكودايgyokudai (玉代». أما في كيوتو «مدينة في اليابان» يفضلون استخدام المصطلح «اوهانا»ohana (お花) أو «هانادي»hanadai (花代) الذين يعنيان رسوم الزهور. يقوم العملاء بحجز المضيفات عن طريق مكتب توكيل متخصص يسمى «كينبان (検番 kenban» الذي يقوم بتدريبهن وتنظيم مواعيد الحجوزات على حد سواء. في الوقت الراهن هناك قلة من النساء غير اليابانيات اللواتي تعملن كمضيفات «غييشا»، ليزا دالبي Liza Dalby عملت كمضيفة لفترة قصيرة في سبعينيات القرن الماضي بسبب رسالتها للدكتوراه لذلك لم تعد رسمياً منهن، في حين كانت فيونا جراهام Fiona Graham صاحبة الجنسية الأسترالية أول من انتسب رسمياً (تحت اسم «سايوكيSayuki» في العام 2007 عند عملها بمنطقة أساكوسا Asakusa، طوكيو.
في العام 2012, هناك جنسيتان غير يابانيات تعملان كمضيفات ومنتسبات رسمياً للمنظمة هما الأوكرانية والرومانية، الأولى تعمل في آنجو والثانية في ايزو ناجاؤكا Izu-Nagaoka في مقاطعة سيزوكا.

### الأداء العام
كانت هذه الثقافة في ما مضى غير معروفة للعالم وتتسم بالعزلة مقارنة بهذه الأيام، حيث أصبحت أكثر انفتاحاً واتساعاً وشهرة ويمكن الحصول على خدمات المضيفات بغير الطرق التقليدية المتعارف عليها سابقاً.
الأكثر شهرة من بينهم هم من يقومون بالرقصات العامة، يختلف لفظ أسماءهن من اليابانية التقليدية إلى الحديثة من «مايكو» حتى «غييشا»، في «كيوتو» يؤدين هذه الرقصات سنوياً حتى في الوقت الحالي. غالباً ما تكون واحدة في الربيع وأخرى في الخريف بالتزامن مع معرض كيوتو 1872., هناك الكثير من العروض بأسعار ليست بالباهظة متضمنة الشاي الذي تقدمه الــ «مايكو» قبل بدء العرض. راجع «كيوتو هاناماتشي» لمعلومات أكثر تفصيلا، وهناك استعراضات أخرى للـ«هاناماتشي» بعض منها في طوكيو، لكن بها عدد قليل من العروض.
يوجد استعراض آخر يجب الإشارة إليه واللاتي يقمن به «الغييشا» متضمناً «المايكو» في منطقة كاميشيتشيكن شمال غرب كيوتو، حيث يقدم الشاي في هذا الاستعراض لحوالي 3000 زائر، يقام في 25 شباط (فبراير) من كل عام ويعرف بــ «نودايت» حفلة شاي في الهواء الطلق ضمن مهرجان زهرة البرقوق «بايكاساي». في عام 2010 بدأت المضيفات «غييشا» بالخروج عن تقاليد اليابان بتقديم مشروبات أخرى غير الشاي في كاميشيتشيكن أثناء شهر الصيف «ابتداءً من شهر تموز إلى أوائل آب»

## فنون
تبدأ الغييشا دراستها للموسيقى والرقص في عمر مبكر وتستمر الدراسة طوال فترة حياتها، تستطيع الغييشا العمل حتى عند بلوغها الثمانينيات والتسعينات، ويتوقع منها التدريب يومياً حتى بعد سبعين سنة من الخبرة.
معنى غييشا الأساسي هو «فنان» وفي أواخر القرن الثامن عشر كانت تطلق على مجموعة من الفنانات اليابانيات وهن: شيرو (Shiro)، فنانة بحتة، كيروبي (kerobi)، بهلوانية، كيدو (kido)، وهي غييشا كانت تقف عند مداخل الكرنفالات، أو جورو (joro)، بائعة هوى وكان هذا خطأ شائع في تصنيف محترفات الغييشا لعدة سنين.
اشتقت رقصة الغييشا من رقصة كانت تؤدى على منصة الكابوكي (kabuki)، تحولت الرقصات «البرية والفاحشة» إلى رقصات أكثر رقة ونمنمة، فهي أكثر انضباطاً ومشابهة للتاي شي (t'ai chi). تستخدم كل رقصة لفتات للإخبار بقصةٍ ما يستطيع المتذوق فقط فهم رمزيتها، على سبيل المثال: لفتة اليد الصغيرة تشير إلى قراءة رسالة حب. الإمساك بزاوية الوشاح في الفم يشير إلى الدلال، والأكمام الطويلة للكيمونو غالباً ما ترمز إلى الدموع الممسوحة.
ترافق الرقصات الأغاني اليابانية التقليدية، فالآلة الرئيسية هي الشاميسن (shamisen) وهي آلة قدمت لثقافة الغييشا في عام 1750 م وأتقن العزف عليها الفنانات اليابانيات لسنين عدة،  انحدرت هذه الآلة من الأوكيناوا (Okinawa) وهي عبارة عن آلة تشبه البانجو تحوي ثلاثة أوتار وعادة ما تعزف باستخدام الريشة، هذه الآلة مميزة للغاية بصوت يدعو للحزن قريب من صوت الناي. توصف هذه الآلة بالحزينة لأن موسيقى الشاميسن التقليدية تستخدم التعديلات الثلثية والسدسية فقط. يجب على جميع الغييشا تعلم العزف على الشاميسن، مع العلم أن إتقانه قد يأخذ عدة سنين. ويتعلم الغييشا أيضاً العزف على الكوتسوكومي (ko-tsuzumi)، وهو عبارة عن طبل على شكل ساعة رملية، وتعلم التايكو (taiko) (الطبل) لا يقتصر بعض الغييشا على الرقص وعزف الموسيقى فقط، بل يكتبن الشعر ويؤلفن المقطوعات الموسيقية.

## الغييشا والبغاء
لا زال هناك بعض الخلط في طبيعة مهنة الغييشا. ففي مختلف الأزمنة والأماكن اعتقد (غير اليابانيين) أن مهنة الغييشا هي البغاء ، وبعض الحقائق في القرن التاسع عشر تبين أن اليابانيين أنفسهم كان لديهم نفس الخلط، كما سيتبين لاحقاً. على أي حال فإن الغييشا لا تعرض جسدها للبيع، وإنما هدفها هو الترفيه عن الزبون، أما بالرقص أو بقراءة الشعر أو اللعب على آلة موسيقية أو حتى بمحادثة لطيفة، وقد يتضمن أيضًا بعض الغزل أو تلميحات حميمية، ولا يتوقع الزبون شيءًا معينًا. وفي الحياة الاجتماعية في اليابان يتعلق الرجال ويبتهجون بأوهام لن تحدث ، ففي فترة (الإيدو) كان يتم الخلط بين الغييشا والأوران، والأوران تشبه الغييشا في تسريحة الشعر والمكياج الأبيض، غير أن الاختلاف في الشريط الذي يربط حول الخصر، والذي يدعى بالأوبي، حيث يُعقد إلى الأمام، وكان يعتقد أنه يتم ربط الأوبي بهذه الطريقة حتى يسهل نزعه، ومع ذلك فإن عالمة الأنثروبولوجي ليزا دالبي كانت تعتقد أن هذه هي الطرقة المتبعة من قبل المرأة المتزوجة في ذلك الوقت.
وخلال فترة (الإيدو) كان البغاء مشروعًا، وكانت هناك مشاريع للبغاء مرخصة، حيث كانت تشتغل فيها فتيات الأوران، ففي أواخر القرن الثامن عشر، كانت هناك امرأة راقصة يطلق عليه أودريكو "odoriko"، وهي تعد من النساء ذوات الشهرة الحديثة في الترفيه عن الرجال في الأماكن غير المصرح بها، حيث تم الاعتراف ببعضهن ونقلهن إلى الأماكن المرخصة، كما كان هناك فرق واضح بين الغييشا والأوران، حيث أنه يتم منع الغييشا من بيع جسدها مقابل الجنس على خلاف ماشي غييشا (machi geisha) التي كانت تمنع من العمل خارج الأماكن المصرح بها في البغاء.
في عام 1872 م، وبعد إعادة المييجي (Meiji) أصدرت الحكومة قانون يسمح بالبغاء للشوغي (shogi) والغييشا (geisha) والجيجي (geigi)، وكان هذا القانون مصدرًا للخلاف في اليابان، حيث يعتقد أن البغاء والغييشا هم شيئان متناقضان، ولكن يشتركان في بيع الجسد مقابل الجنس، وعليه فإن كل البغايا يمكن أن يطلق عليهن الغييشا، ولكن في النهاية قررت الحكومة أن تضع حدًا بين المجموعتين قائلة بأن الغييشا لا يفترض أن تشوه بالبغاء. الغييشا التي كانت تعمل في الينابيع الحارة (onsen) كان يطلق عليها اسم غييشا الينابيع الحارة، وقد شوهت سمعة الغييشا، نظرًا لانتشار البغايا في مدن مشابهة منتحلين اسم الغييشا، بالإضافة لانتشار شائعات لا أخلاقية عن وجود بعض الراقصات اللاتي يقمن برقصة نهر الضحالة (وهي رقصة ترفع فيها الغييشا تنورتها في الكومينو بشكل تدريجي للأعلى).
وعلى النقيض من هذا، فإن غييشا الينابيع الحارة «غييشا الليلة الواحدة» كانت في الواقع مؤهلة للرقص والموسيقى، وفي إحدى حقائق السيرة الذاتية لسابو ماسودا (وهي إحدى فتيات غييشا الينابيع الحارة، والتي عملت في ولاية ناغانو في عام 1930 م) كشفت أنه في الماضي تعرضت بعض النساء لضغط شديد من أجل بيع أجسادهن مقابل الجنس.

### العلاقات الشخصية والدانّا
يتوقع من فتيات الغييشا في الغالب بأنهن غير متزوجات، ويجب على الفتاة التي تختار الزواج أن تتقاعد من الغييشا. في الماضي كان من التقليد للغييشا أن تأخذ دانّا (danna) أو راعي، فالدانا غالبًا ما يكون رجلاً ثرياً، متزوجًا أحيانًا، ويأخذ على عاتقه دعم المصاريف عالية التكاليف المتعلقة بتدريب الغييشا التقليدية ومصاريفها الأخرى، ولكنه يحدث بندرة حتى في وقتنا الحالي، بأن تتم علاقة حب بين الغييشا والدانا، ولكن لا ينظر أبدًا لتلك العلاقة على أنها مكافأة للدعم المادي من الدانًا، بل أن المواثيق والقيم التقليدية تنظر إلى هذه العلاقات على أنها معقدة وغير مفهومة حتى من قبل الكثير من اليابانيين نفسهم. ورغم أن الغييشا في الواقع حرة في علاقاتها الشخصية مع الرجال الذين تلتقي بهم في عملها إلا أنها يجب أن تكون تلك العلاقات مختارة بحذر وعادة ما تكون رسمية، كما يميل الهاناماشي لأن يكونان متماسكين بشدة، فالسمعة الجسدية للغييشا لا تؤخذ بعين الاعتبار. [ بحاجة لمصدر ]

### فتيات الغيشا
«فتيات الغيشا»  كانوا في الأصل نساء يابانيات يمارسن البغاء خلال فترة احتلال التحالف في اليابان، وكانوا يخدمون مراكز قوات الجيش الأمريكي في البلاد ويسمون بفتات الغيشا (Geisha Girls) ]، تلبس تلك الفتيات الكيمونو ليظهرن على شكل الغيشا. كانت الثقافة اليابانية غير مألوفة من قبل الأمريكيين فلم يستطيعوا التفريق بين الغيشا الأصليين وفتيات الهوى المتنكرات بزي الغيشا،  بعد فترة وجيزة من وصول القوات الأمريكية عام 1945 إلى جنزا (Ginza) صرخ الجنود بصوت واحد «نريد فتيات الغيشا» 
أخيرا أصبح مصطلح فتاة الغيشا كلمة عامة لفتيات الهوى اليابانيات والعاملات في ميز شوباي (mizu shobai) إضافة إلى فتيات الحانات وفتيات الشوارع. يعتقد الباحثون أن فتيات الغيشا غير الأصليات هم السبب الرئيسي في استمرارية المفهوم الخاطئ من قبل الغرب على أنهن فتيات بغاء.

### حفلة المزوج (Mizuage)
حفلة المزوج (Mizuage) وهي حفلة تمر بها الغيشا حيث يدفع لها أحد الرجال المال مقابل نيل شرف ممارسة الجنس مع الغيشا (geisha)، وهو أيضا يدل على بلوغ سن الرشد [ بحاجة لمصدر ]، يحدث هذا التحوّل في حياة الراقصة اليابانية في سن العشرين، بعد هذا يجب أن تقوم الغيشا (geisha) بإنجازاتها الفنية الخالصة وحدها، وتترك أختها الأكبر سنا. وكلمة (Mizuage) تعني حرفيا في اليابانية «رفع المياه»، وتعني في الأصل إفراغ السفينة حمولتها من الأسماك. وبمرور الوقت، أصبحت الكلمة تعني كسب المال من أجل الترفيه.
وأثناء فترة إيدو (Edo) كانت المحظيات ينلن في فترة المزوج على راعي وله الحق في إفقادهن عذريتهن . وأصبحت هذه الممارسة غير شرعية في عام 1959 م. وجميع الراقصات المبتدئات (maiko) لابد لها من أن تمر بهذه المرحلة لكي تصبح غيشا (geisha) كاملة العضوية [ بحاجة لمصدر ]. وعندما ينتهي عمل زبون الغيشا (والذي يفقدها عذريتها) فإنه لن تكون لديه علاقات أخرى مع هذه الفتاة.
والمال الذي تكتسبه المايكو (maiko) يعتبر مال عظيم، ويستعمل لترويج سمعتها لأول مرة كغيشا (geisha)ـ. والممارسة الجنسية التي تقوم بها الغيشا (geisha) ليس فقط من أجل المال، بل هو بمثابة تذكرة عبور للانتقال للمرحلة الأعلى. والغيشا كاملة العضوية (geisha) «وهي امرأة محترفة ومحنكة» يتوقع لديها معرفة كاملة عن الجنس الآخر.
العمل الذي تقوم بها الغيشا في الـ (mizuage) لا يعد شرعيا في الأساس؛ حيث أنه من الأمور التي أنكرت رسميا، وما زال يبحث عن بديل لها. والآن منذ أن تتدرب المايكو (maiko) تصبح في سن الرشد. كان لديهم اختلاف في الرأي ما إذا كانت عملية (mizage) إلزامية أم لا، ولكنها اليوم لم تعد كذلك، ولا تحتاج أن تفقد عذريتها من أجل أن تصبح في سن الرشد أو تصبح غيشا بالكامل (geisha).
ليزا دالبي (Liza dalby)، تذوب الرياح الشرقية الثلج

## الظهور
ظهور الغيشا يختلف في كل مرحلة من مراحل عملها، من الفتاة المبتدئة (girlish)، إلى مايكو مبتدئة (maiko)، وإلى الظهور كغيشا أكبر. وتباين تصفيفة الشعر، ودبابيس الشعر المختلفة مراحل تطور الغيشا، حتى التفاصيل الأدق مثل طول الحواجب تبين مراحل التطور. حيث تشير الحواجب الصغيرة إلى الراقصة المبتدئة، وتشير الحواجب الطويلة إلى الغيشا التي تبلغ سن الرشد.

### الماكياج
يعد الماكياج التقليدي لـمتدربات «الغييشا» هو من أكثر الأشياء المميزة لهن، فهن يضعن ماكياج أبيض اللون يغطي الوجه كلياً في المناسبات والعروض الخاصة.
ويتألف الماكياج من أساس أبيض سميك مع أحمر شفاه وأحمر وأسود حول العينين والحاجبين، كان طلاء الوجه الأبيض يصنع بداية من الرصاص، ولكن عندما تبين أنه يسبب تسم وتشوه الجلد مع مشاكل في الظهر للمضيفات الأكبر سناً، حتى عصر «ميجي»Meiji Era تم استبداله بمسحوق مصنوع من الأرز.
عملية وضع الماكياج للغييشا عملية صعبة جداً وتستغرق كثيراً من الوقت، ويوضع قبل ارتداء الكيمونو لتجنب اتساخها، في البدء يوضع الشمع أو مادة زيتيه تسمى «بينتسوك أبورا»bintsuke-abura على الجلد، بعدها تخلط البودرة البيضاء مع الماء حتى تصبح لزجة فتدهن باستخدام فرشاة من الخيزران ابتداء من الرقبة وصعوداً إلى الأعلى، وهذا الماكياج الأبيض عادة ما يغطي الوجه كله ماعدا منطقتين أو ثلاث منه، ولإبراز الفن في هذا المجال يتم ترك خط بدون ماكياج عند الشعر للإيحاء بأنه قناع.
بعد الانتهاء من الطبقات الأساسية يمسح الوجه بوساطة إسفنجه وصولاً إلى الحلق والصدر ومؤخرة الرقبة، لكي يتم مزج الأساس وإزالة الرطوبة، وبعدها ترسم العينين والحاجبين، كان يستخدم سابقاً الفحم ولكن الآن يستخدمون مستحضرات التجميل العصرية، وغالبا ما تضع الــ«المايكو» الأحمر حول العينين، وتملئ الشفاه باستخدام فرشاة صغيرة، حيث أن اللون يوضع على عصا صغيرة ويتم مزجه بالماء، ويوضع القليل من السكر الكريستالي لإضفاء البريق على الشفاه، نادراً ما ترى مضيفة تضع على كل من شفتيها أحمر الشفاه على الطريقة الغربية غير التقليدية، فذلك سيظهرهن بحجم كبير جداً ما لا يرغبن به، يقومون بتلوين الشفة السفلية جزئياً بينما يتركون العلوية بيضاء للمتدربة عندما تكون في سنتها الأولى، وبعد انتهائها من السنة الأولى يقومون بطلائها أيضاً، وحديثاً أصبحن يقمن بطلاء الشفة العلوية بالكامل بينما يقمن برسم السفلية على شكل مائل ليظهر الفم على شكل برعم الزهرة.

### الملابس
دائما ما ترتدي فتاة الغييشا رداء فضفاض بحزام يسمى (الكيمونو)، والغييشا المتدربة ترتدي كيمونو بألوان جذابة مع وشاح زاهي، وغالبا ما يكون لون الوشاح أزهى وأبرز من رداء الكيمونو نفسه لإضفاء زينة غريبة وجذابة على المظهر العام، فتاة المايكو (الراقصة) من كيوتو (مدينة يابانية) تربط الوشاح بطريقة الداراري (أي ان يتدلى الوشاح) بينما فتاة الهانقيوكو من طوكيو ترتديه بأشكال أخرى، بما فيها أسلوب التايكو موسوبي "taiko musubi" (太鼓結
び), or "drum knot").(وهي طريقة لربط عقدة الوشاح من الخلف) أما بالنسبة لفتاة الغييشا الأكبر عمرا فإنها تميل لوضع أشكال أبسط لعقدة الوشاح (خصوصا المتزوجات نجدهن يستخدمن عقدة التايكو موسابي (ربطة على شكل الطبل) غييشا من طوكيو وكانازاوا تعقد وشاحها بشكل (يانجي موسوبي "yanagi musubi" (柳結び?, willow style)(حيث تلف الوشاح على خصرها ثم تلفه مره أخرى حول عقدة الوسط وبعدها تتركه يتدلى من الخلف)، بالنسبة للمتدربة عند الغييشا فإنها ستضيف إلى ثوبها (الكيمونو) -إلى جانب الوشاح المتدلي - جيوب على أكمام ثوبها تسمى فيوري، تتدلى وصولا إلى الأرض، وخلال الرقص والأداء تضطر المتدربة إلى لف هذه الأكمام حول ذراعها أكثر من لفة حتى لا تتعثر بها. إن لون وموديل وشكل الكيمونو يعتمد على الموسم أو المناسبة التي تحضرها فتاة الغييشا، ففي الشتاء، ترتدي الهاووري (معطف ذو أكمام تغطي ثلاث أرباع الذراع) من حرير مصبوغ يدويا، الكيمونو المبطن يُلبس خلال المواسم الباردة، وغير المبطن في مواسم الصيف، قد تمتد فترة خياطة كيمونو واحد إلى ثلاث أو أربع سنوات بسبب الصباغة وأعمال التطريز.
جاييكو ترتدي ناجاجوبان (ملابس داخلية كالثوب الأبيض الخفيف تحت الكيمونو) ويكون أحمر أو وردي تحت الكيمونو. أما فتاة المايكو (الراقصة) ترتدي موديلا بطبعات أحمر وأبيض، أما ياقة فتاة المايكو الصغرى فتكون حمراء أو بيضاء بشكل أساسي ثم تطرز باللون الفضي أو الذهبي، ومنذ عمر سنتين إلى ثلاث تبدأ ياقتها تتبدل إلى الأبيض تماما خلال فترة تدريبها (عندما تراها من المقدمة) للإشارة إلى أقدميتها، وبعمر العشرين تتحول ياقتها من اللون الأحمر إلى الأبيض .
ترتدي الغييشا أحذية مسطحة تسمى زوري عند خروجها، وأحذية التابي (أحذية كالجوارب بيضاء مفرقة من عند منتصف الرأس) في الداخل، أما في الطقس العاصف فترتدي أحذية خشبية تسمى الجيتا، فتاة المايكو (الراقصة) ترتدي أحذية خشبية سميكة خاصة تسمى اوكوبو.
وبسبب قوانين العمل الحديثة تم منع تدريب الفتيات الصغيرات في عالم الغييشا حتى بلوغ الثامنة عشرة (ماعدا إقليم كيوتو،  حيث قد تصبح الفتاة وهي في الخامسة عشرة فتاة مايكو تحت التدريب)، ) لكنهم اعتادوا على الدخول منذ سن الحادية عشر أو الثانية عشرة حتى تكون الفتاة غييشا بعمر الثامنة عشر، شرحت مينيكو لاواساكي (ملهمة مؤلف المذكرات الذهبية لفتاة غييشا) تقول : الهدف من الفكرة هو الكمال، لهذا نحتاج إلى كم كبير من التدريب، يجب أن يكون مثاليا.

### الشعر
تغيرت تسريحات شعر نساء الغييشا عبر التاريخ. ففي الماضي، كان من الشائع للنساء أن يتركن شعورهن منسدلة في بعض الفترات، أو يرفعنها في أحيانٍ أخرى. وفي خلال القرن السابع عشر، عدن لرفع شعورهن عاليًا مرة أخرى، وكن يعتمدن على طريقة شيمادا ((Shimada التقليدية [يسرح فيه الشعر على شكل عقدة ملتفة أو (الكعكة)] في تسريح الشعر طول هذا الوقت.
هناك أربعة أنواع رئيسية من طرق وأشكال تصفيفات شيمادا ((Shimada: طريقة تاكا شيمادا (taka shimada)، وتكون فيه عقدة الشعر مرفوعة لأعلى وغالبا ما تعتمدها الفتيات العازبات. طريقة تسوبوشي شيمادا (tsubushi shimada)، عقدة الشعر تكون مسطحة أكثر والسيدات الكبيرات في السن يعتمدنها. طريقة أويواتا (uiwata)، وتكون عقدة الشعر مربوطة بقطعة قماش من قطن الكريب الملون. وهناك أيضاً نمط لعقدة الشعر بحيث تشبه الخوخ المقسوم. ويعتمدها فقط المايكو (maiko) [يطلق هذا الاسم على الغييشا المبتدئين]. تدعى هذه التسريحة بـ مومو وير (Momoware (أو «الخوخ المقسم». بالإضافة إلى طرق أخرى لتصفيف الشعر، مثل: اُفوكو (Ofuku)، وكاتسوياما (Katsuyama)، وياكوشيمادا (Yakko-shimada)، وساكُّو (Sakko).المايكو في مياغاواتشو (Miyagawa-chō) وبونتاتشو (Pontochō) [أماكن للترفيه في مدينة كيوتو وتعرف أيضاً بأحياء للغييشا]، يعتمدن 6 تسريحات أخرى والتي تندرج تحت طريقة تسريحة ساكو (Sakko)، مثل: أوميمودوكي (Umemodoki)، وأوشيدوري نو هينا (Oshidori no Hina)، وكيكوغاساني (Kikugasane)، وأوسافوني (Osafune).
وتُزيَّن هذه التسريحات برفع الشعر بالأمشاط ودبابيس الشعر (كانزاشيKanzashi). في القرن السابع عشر وفي فترة استعادة إمبراطورية ميجي (Meiji)، كانت أمشاط الشعر كبيرة وظاهرة. وفي العموم فان الأمشاط الكبيرة المنمقة هي للسيدات من الطبقة الراقية. وبعد فترة إمبراطورية ميجي (Meiji) وحتى العصر الحديث، أمشاط الشعر الصغيرة في الحجم أصبحت الأكثر شعبية.
الغييشا بالعادة ينامون ورقابهم موضوعة على دعامات صغيرة (تاكاماكورا takamakura) بدلاً من الوسائد. حتى يحافظن على تسريحة شعورهن وإبقائها مثالية. ولتعزيز هذه العادة، يقوم مرشدوهم برش حبات الأرز حول قاعدة الدعامة. بحيث لو أن رأس الغييشا انزلق من الدعامة بينما هي نائمة، فإن حبات الأرز تقوم بالتثبيت كدهن للشعر يمنعه من فساد التسريحة. حتى وإن لم يحدث لشعرها أي شيء، فإن الغييشا تحتاج لأن يكون شعرها مصففًا كل أسبوع. كثير من الغييشا هذه الأيام يستعملن الشعر المستعار في مهنتهن، بينما غييشا المايكو (Maiko) يستخدمن شعورهن الطبيعية. وكلاهما يجب أن يقوم عليه نظرا لما لديهم من مهارة عالية. تصفيف الشعر على الطريقة التقليدية فن يخبو ببطء، ومع مرور الوقت يمكن أن تسبب تصفيفات الشعر هذه الصلع للرأس.

## الثقافة الشعبية
تزايد الاهتمام بالغييشا ومظهرها المغري مما ولد ظاهرة ثقافية شعبية في اليابان وكذلك في الغرب. تزايد اهتمام الغرب بالغييشا بعد رواية 1997 م وفيلم 2005 المسمى ب"ذكريات غييشا" والسيرة الذاتية لغييشا سابقة ايواساكي مينيكو بعنوان "غيشا من غيون.